# Kup Radivoja Koraća 1991./92.
Kup Radivoja Koraća 1991./92. bilo je 21. izdanje ovog FIBA-ina natjecanja. Sudjelovalo je 58 momčadi. Pobjednik je bio talijanski Il Messaggero Virtus Rim,a finalist je bio također talijanski US Scavolini Victoria Libertas Pesaro.

## Sistem natjecanja
Te sezone u Kupu Radivoja Koraća sudjelovalo je 58 momčadi. Igrala se 1. kvalifikacijska runda, 2. kvalifikacijska runda, grupna faza (4 grupe od A od D s po četiri sudionika, a dalje idu 2 najbolje ekipe iz svake skupine), 1/4 finala, 1/2 finala i finale. U 1. rundi je sudjelovalo 52 od 58 momčadi dok su preostale šest označene statusom nositelja slobodne u 1. rundi. Kvalifikacijske runde, 1/4 finale, 1/2 finale i finale su eliminacijske, a dalje ide momčad koja je u dvije utakmice (jedna kući i jedna u gostima) ostvari bolji ukupni rezultat.

## Ljestvice i rezultati

### 1. kvalifikacijska runda
Igrano od 6. do 9. listopada 1991.
| klub1                    | ukupni rezultat | klub2              | 1. ut  | 2. ut   |
| ------------------------ | --------------- | ------------------ | ------ | ------- |
| Collado Villalba         | 174-172         | Castors Dr. Pepper | 97-108 | 77:64   |
| Iraklis BC SA            | 200-148         | Baník TMG Handlová | 89-79  | 111:69  |
| Bosna Asa                | 232-173         | AEL Limassol       | 107-83 | 125-90  |
| Radio Korasidi           | 202-160         | BK Klosterneuburg  | 98-82  | 104-78  |
| KBBK Ast                 | 182-157         | Polfrost Astoria   | 87-75  | 95-82   |
| Paris Basket Racing      | 164-145         | SAS Uusikaupunki   | 97-87  | 67-58   |
| Fidefinanz               | 187-186         | ABB                | 86-79  | 100-108 |
| Forum CBSAD              | 207-163         | Laneche Cosmetics  | 103-83 | 104-80  |
| Reims Champagne          | 142-137         | Ovarense Aerosoles | 66-71  | 76-66   |
| Il Messaggero Virtus Rim | 203-179         | Go Pass Pepinster  | 99-89  | 104-90  |
| KK Vojvodina             | 183-112         | Citroen Karnten    | 98-62  | 85-50   |
| Panathinaikos BSA        | 134-131         | Saint-Quentin      | 57-69  | 77-62   |
| BK VSDS Zilina           | 184-195         | Danone Honved      | 96-111 | 88-84   |
| Amway Zaragoza           | 250-145         | Leicaster          | 112-69 | 138-76  |
| Tiffany & Tomato         | 193-178         | Ercsson Bobry      | 98-93  | 95-85   |
| KK Zadar                 | 180-158         | BC Marc            | 97-85  | 83-73   |
| Polonia-Parte            | 203-182         | Mitteldeutscher BC | 85-85  | 118-97  |
| Hapoel Philips           | 217-200         | WBC Dynamo         | 102-90 | 115-110 |
| Hapoel Migdal Jerusalem  | 168-143         | BC Levski Sofija   | 84-83  | 84-60   |
| Efes Pilsen              | 211-161         | ZTE KK             | 112-73 | 99-88   |
| Cukurova                 | 163-151         | BK Banik Cigel     | 83-87  | 80-64   |
| BG Ludwigsburg e.V.      | 186-121         | T71                | 96-72  | 90-49   |
| Alvik basket             | 165-181         | Sisecam Pasabahce  | 73-103 | 92-78   |
| BC BVV Brno              | 164-178         | HERZOGtel          | 62-98  | 102-80  |
| Videoton SC              | 151-150         | KS Gornik          | 66-82  | 85-68   |
| Dinamo Oradea            | 148-192         | Budivelnik         | 67-113 | 81-79   |

### 2. kvalifikacijska runda
Igrano od 3. do 6. studenog 1991.
| klub1                                | ukupni rezultat | klub2                   | 1. ut  | 2. ut  |
| ------------------------------------ | --------------- | ----------------------- | ------ | ------ |
| Irakis BC SA                         | 182-181         | Collado Villalba        | 89-84  | 93-97  |
| Radio Korasidi                       | 169-165         | Bosna Asa               | 84-84  | 85-81  |
| Paris Basket Racing                  | 155-128         | KBBK Ast                | 74-64  | 81-61  |
| Forum CBSAD                          | 184-160         | ABB                     | 83-84  | 101-76 |
| Il Messaggero Virtus Rim             | 166-125         | Reims Champagne         | 72-54  | 94-71  |
| Panathinaikos BSA                    | 155-145         | KK Vojvodina            | 74-77  | 81-68  |
| Amway Zaragoza                       | 199-155         | Danone Honved           | 113-96 | 86-59  |
| KK Zadar                             | 184-171         | Tifany & Tomato         | 86-76  | 98-95  |
| Hapoel Philips                       | 214-145         | Polonia-Parte           | 98-75  | 116-70 |
| Efes Pilsen                          | 181-195         | Hapoel Migdal Jerusalem | 78-99  | 103-96 |
| Benetton                             | 168-133         | Cukurova                | 82-64  | 86-69  |
| TAU Ceramica                         | 184-165         | BG Ludwigsburg e.V.     | 94-91  | 90-74  |
| Pallacenestro Polti                  | 153-147         | Sisecam Pasabahce       | 72-80  | 81-67  |
| US Scavolini Vitoria Libertas Pesaro | 224-138         | HERZOGtel               | 115-69 | 109-69 |
| AEK                                  | 165-139         | Videoton SC             | 81-71  | 84-69  |
| Cholet Basket                        | 170-141         | Budivelnik              | 92-76  | 78-65  |

### Grupna faza

#### Grupa A
| mj | klub                                  | ut | pob | por | koš+ | koš- | bod |
| -- | ------------------------------------- | -- | --- | --- | ---- | ---- | --- |
| 1. | US Scavolini Victoria Libertas Pesaro | 6  | 5   | 1   | 549  | 432  | 11  |
| 2. | Paris Basket Racing                   | 6  | 3   | 3   | 434  | 452  | 9   |
| 3. | AEK                                   | 6  | 3   | 3   | 451  | 474  | 9   |
| 4. | Hapoel Migdal Jerusalem               | 6  | 1   | 5   | 485  | 561  | 7   |

#### Grupa B
| mj | klub                     | ut | pob | por | koš+ | koš- | bod |
| -- | ------------------------ | -- | --- | --- | ---- | ---- | --- |
| 1. | Il Messaggero Virtus Rim | 6  | 5   | 1   | 525  | 491  | 11  |
| 2. | Cholet Basket            | 6  | 4   | 2   | 501  | 463  | 10  |
| 3. | Amway Zaragoza           | 6  | 2   | 4   | 466  | 485  | 8   |
| 4. | Panathinaikos BSA        | 6  | 1   | 5   | 465  | 518  | 7   |

#### Grupa C
| mj | klub                | ut | pob | por | koš+ | koš- | bod |
| -- | ------------------- | -- | --- | --- | ---- | ---- | --- |
| 1. | Forum CBSAD         | 6  | 5   | 1   | 508  | 490  | 11  |
| 2. | Pallacenestro Polti | 6  | 4   | 2   | 517  | 483  | 10  |
| 3. | Hapoel Philips      | 6  | 3   | 3   | 551  | 515  | 9   |
| 4. | Iraklis BC SA       | 6  | 0   | 6   | 495  | 583  | 6   |

#### Grupa D
| mj | klub          | ut | pob | por | koš+ | koš- | bod |
| -- | ------------- | -- | --- | --- | ---- | ---- | --- |
| 1. | TAU Ceramica  | 6  | 4   | 2   | 508  | 490  | 10  |
| 2. | KK Zadar      | 6  | 4   | 2   | 559  | 528  | 10  |
| 3. | Benetton      | 6  | 3   | 3   | 533  | 513  | 8   |
| 4. | Iraklis BC SA | 6  | 1   | 5   | 495  | 583  | 7   |

### 1/4 finale
Igrano od 29. siječnja do 5. veljače 1992.
| klub1                                 | ukupni rezultat | klub2               | 1. ut | 2. ut  |
| ------------------------------------- | --------------- | ------------------- | ----- | ------ |
| US Scavolini Victoria Libertas Pesaro | 178-163         | Cholet Basket       | 78-74 | 100-89 |
| Il Messagero Virtus Rim               | 151-142         | Paris Basket Racing | 71-70 | 80-72  |
| Forum CBSAD                           | 178-171         | KK Zadar            | 95-80 | 83-91  |
| TAU Ceramica                          | 164-150         | Pallacenestro Polti | 73-86 | 77-78  |

### 1/2 finale
Igrano 19. i 26. veljače 1992. 
| klub1                                 | ukupni rezultat | klub2                    | 1. ut | 2. ut |
| ------------------------------------- | --------------- | ------------------------ | ----- | ----- |
| US Scovalini Victoria Libertas Pesaro | 163-162         | Pallacanestro Polti      | 74-76 | 89-86 |
| Forum CBSAD                           | 137-142         | Il Messaggero Virtus Rim | 70-76 | 67-66 |

### Finale
Igrano 11. i 18. ožujka 1992.
| klub1                                 | ukupni rezultat | klub2                    | 1. ut | 2. ut |
| ------------------------------------- | --------------- | ------------------------ | ----- | ----- |
| US Scavolini Victoria Libertas Pesaro | 180-193         | Il Messaggero Virtus Rim | 94-94 | 86-99 |